# Радогощ (музей)
Музей погарского района «Радогощ» — муниципальный историко-краеведческий музей в посёлке Погар, в Брянской области, Россия. Полное наименование — муниципальное бюджетное учреждение культуры музей Погарского района «Радогощ».

## История
Музей со дня основания в 1986 году находится по адресу: Советская площадь, дом 7 в здании конца XIX века, принадлежавшем купцу Левандо. Отсюда происходит название, данное местными жителями, — Левандина гора. Затем здесь располагалась городская Дума. После Октябрьской революции в здании находились райком партии и местные органы власти. С 1970-х — музыкальная школа. В 1986 году оно было передано под историко-краеведческий музей.
17 декабря 2013 года были открыты после капитального ремонта новые залы и обновленные экспозиции. В выставочном зале экспонируются работы местных художников и работы детей. При музее работает клуб. Ежегодно проводятся Луферовские чтения.
Собрание музея насчитывает более десяти тысяч экспонатов основного и научно-вспомогательного фондов, в их числе коллекции древних монет и документов.
В музее на постоянной основе действуют экспозиции: «Археология и этнография», «Быт старого Погара», «Зал боевой славы», «Зал знаменитых земляков», «История просвещения, культуры и спорта в районе», «Развитие сельского хозяйства и промышленности в районе в XX веке», «Эпоха социализма. 1917—1991 гг. в Погарском районе», «История бытовой техники XIX—XX веков». 18 мая традиционно проводится «Ночь в музее».
В 2016 году музей выиграл грант в благотворительном фонде Владимира Потанина на создание музейного туристического маршрута «Погар — последний город Магдебургского права».